# Park Hotel
Park Hotel è l'ottavo album in studio di Alice, pubblicato nel 1986.

## Descrizione
L'album segna una svolta artistica e personale per l'artista. Questa nuova fase è contraddistinta da testi più introspettivi, arrangiamenti più raffinati e anche da un nuovo modo di concepire l'attività di musicista, a cominciare dall'apparire: tutto assume un aspetto più essenziale ed esistenziale.
È il primo album prodotto da Francesco Messina, già designer, art-director nonché musicista, autore e infine compagno della stessa Alice, di cui produrrà tutti i lavori dal 1986 in poi. Nel disco hanno suonato Jerry Marotta, Phil Manzanera, Tony Levin e Michele Fedrigotti, musicista col quale Alice ha collaborato poi per molti anni in numerosi progetti musicali non solo discografici. La preproduzione e gli arrangiamenti hanno visto la partecipazione di Marco Liverani, compositore di Viali di solitudine e Città chiusa e coautore di altri due brani. Il brano Conoscersi fu pubblicato come singolo in Germania, in una versione differente rispetto a quella contenuta nell'lp. Park Hotel ottenne un ottimo successo non solo in Italia ma anche in Svezia, Germania, Austria, Svizzera e Finlandia.

## Tracce
1. Il senso dei desideri (Alice, Di Martino, Cosentino) - 4:11
2. Viali di solitudine (Messina, Liverani) - 4:02
3. Conoscersi (Messina, Alice, Liverani) - 3:15
4. Città chiusa (Messina/Liverani) - 4:20
5. Nuvole rosse (Cosentino/Zitello) - 3:59
6. Luci lontane (Messina, Alice) - 5:12
7. Nomadi (Camisasca) - 4:35
8. Volo di notte (Messina, Alice) - 5:02
9. Segni nel cielo (Messina, Alice, Liverani) - 4:02

## Formazione
- Alice – voce
- Jerry Marotta – batteria, programmazione
- Tony Levin – basso
- Phil Manzanera – chitarra
- Michele Fedrigotti – tastiera, pianoforte
- Pietro Pellegrini – programmazione